# Zastava Libanona
Libanonska zastava sadrži dvije horizontalne crvene pruge na rubovima i bijelu u sredini, koja je dvostruko šira. Zeleno stablo cedra je u sredini zastave. Usvojena je 7. prosinca 1943. godine.
Često su grane i deblo cedra pogrešno obojani u smeđe. Prema Ustavu cedar je opisan kao zeleni cedar, pa se pretpostavlja njegova potpuna zelena obojenost.
Za vrijeme mandata predsjednika Vlade Rashida Karamija (7. prosinca 1966. – 8. veljače 1968.) i predsjednika Republike Charlesa Alexandrea Héloua (23. rujna 1964. – 22. rujna 1970.), Libanonska Republika je zatražila zaštitu svojih državnih simbola kod Svjetske organizacije intelektualnoga vlasništvo (SOIV), te je ista zaštita stupila na snagu 1. veljače 1967. Zanimljivost je u činjenici zaštite inačice zastave sa smeđim deblom, koja se još uvijek zna vidjeti u Libanonu, te do danas ista inačica nije promijenjena u SOIV.

## Simbolizam
Crvene pruge simboliziraju prolivenu krv za slobodu zemlje, a bijela mir i snijeg na Libanonskim planinama. Zeleni cedar (Cedrus libani) simbolizira besmrtnost i postojanost.

## Vanjske poveznice
Libanon na stranicama Flags of the World